# Auripigment
Auripigment även kallat orpiment eller operment är ett gulaktigt malmmineral som innehåller grundämnerna arsenik och svavel till 60,9 respektive 39,1%. Repas mineralet mot oglaserat porslin fås ett ljusgult streck. Namnet auripigment kommer från latinets auripigmentum, av orden aurum som betyder guld och pigmentum som betyder färgämne.
Auripigment kan bildas genom nedbrytning av till exempel realgar och andra mineral som innehåller arsenik. Det kan också bildas i vulkaniska områden kring heta källor och fumaroler. Man kan även hitta auripigment i andra lågtempererade hydrotermala miljöer. Man kan hitta det som pulverformigt, massivt eller i bladiga kristaller. Auripigment har hittats i Långbansgruvan.

## Pigment

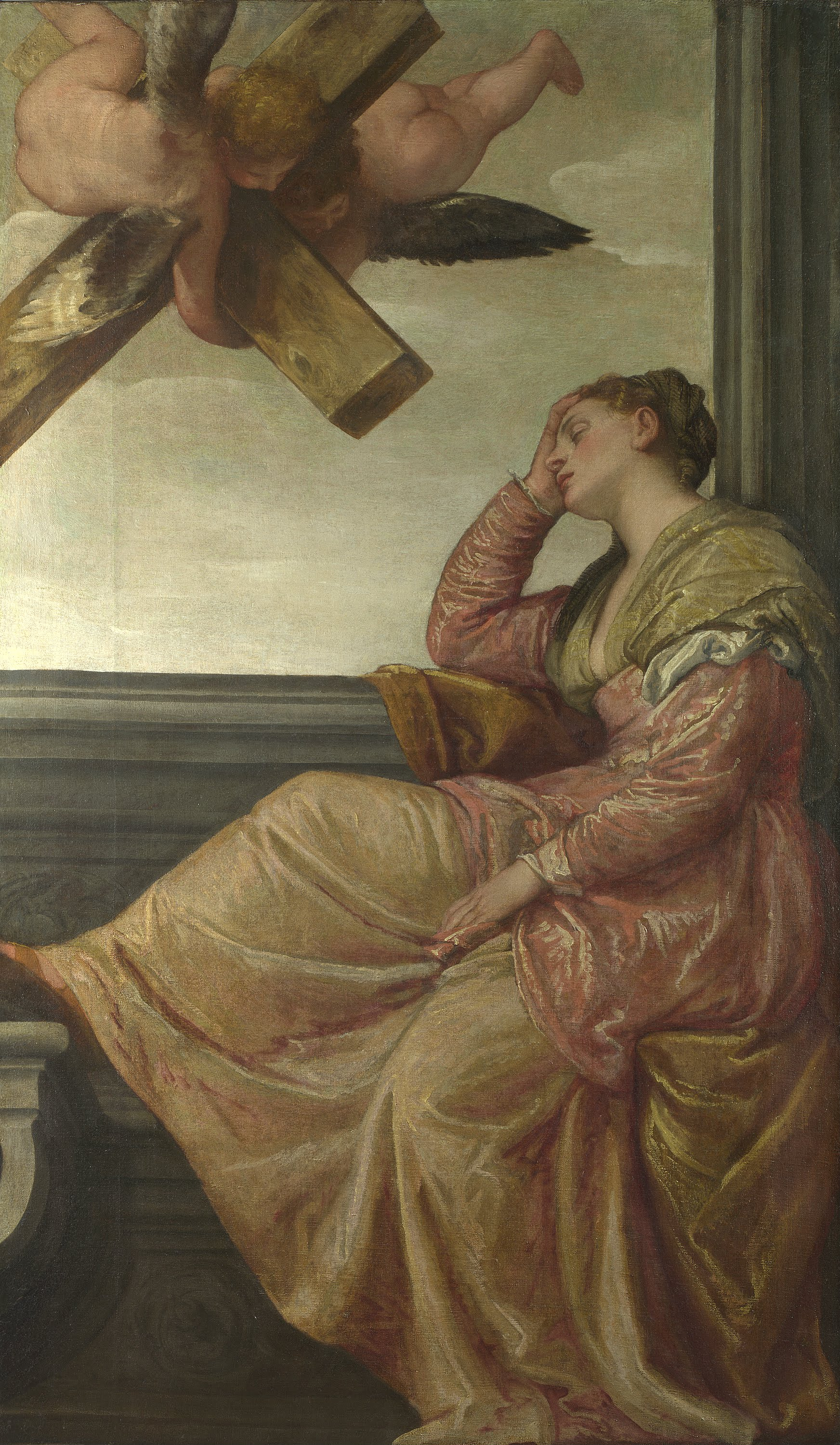
Sankta Helenas dröm
Veronese (ca. 1570)
Veronese använde endast auripigment för det guldfärgade tyg Helena sitter på och som fortsätter över fönsterkarmen.

Auripigment och realgar är närbesläktade mineral och som pigment ses de ofta tillsammans. Auripigment är vanligen gyllengult, medan realgar har rödorange färg.
Användningen har dock varit begränsad, dels på grund av arsenikens giftighet, dels för att svavelinnehållet ställde till problem vid samtidig användning av då vanliga pigment som innehöll bly eller koppar.
Under medeltiden importerades största delen av dessa pigment till Europa från Mindre Asien. De användes då oftast för illuminering av handskrifter, men även till målningar.
Det främsta bruket av auripigment inom målarkonsten ses hos renässansens venetianska målare. I övrigt har de använts mer sporadiskt; under 1600-talet hos nederländska landskapsmålare för blommor och att blanda grönt med, och under 1700-talet i franskt och brittiskt måleri. Exempelvis ses det i Turners tidiga oljemålningar, innan han bytte till kromgult när det kom i början av 1800-talet.
Auripigment, liksom det mer rödaktiga realgar, användes i svenskt inredningsmåleri under 1500-, 1600- och 1700-talen men var aldrig särskilt vanligt. Samma eller besläktade pigment kunde också kallas ryssgult.
I den internationella pigmentdatabasen Colour Index har svavelarsenikpigmenten beteckningen Pigment Yellow 39 (PY39) samt nummer 77085 och 77086.

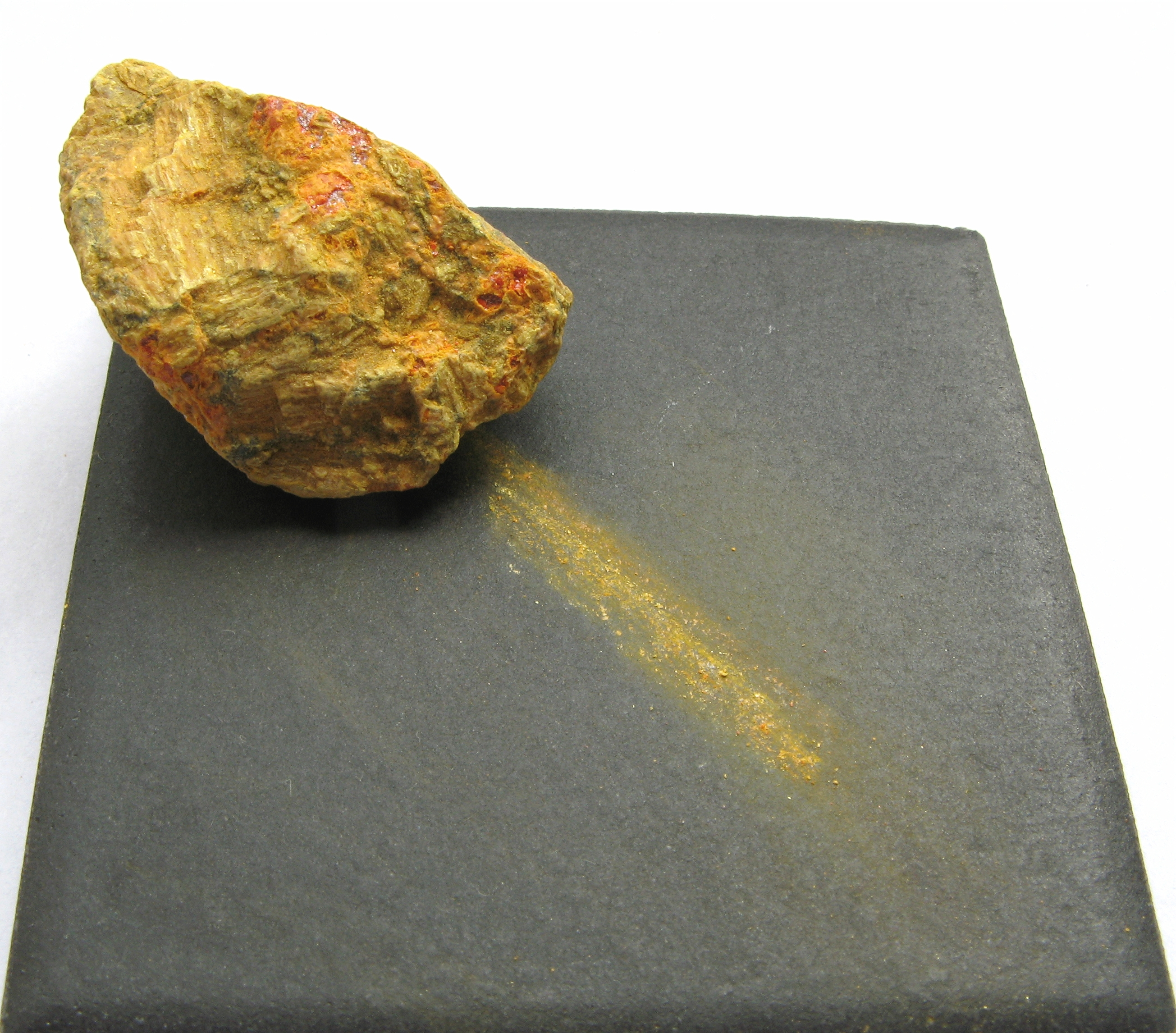
Ljust guldgul streckfärg från auripigment
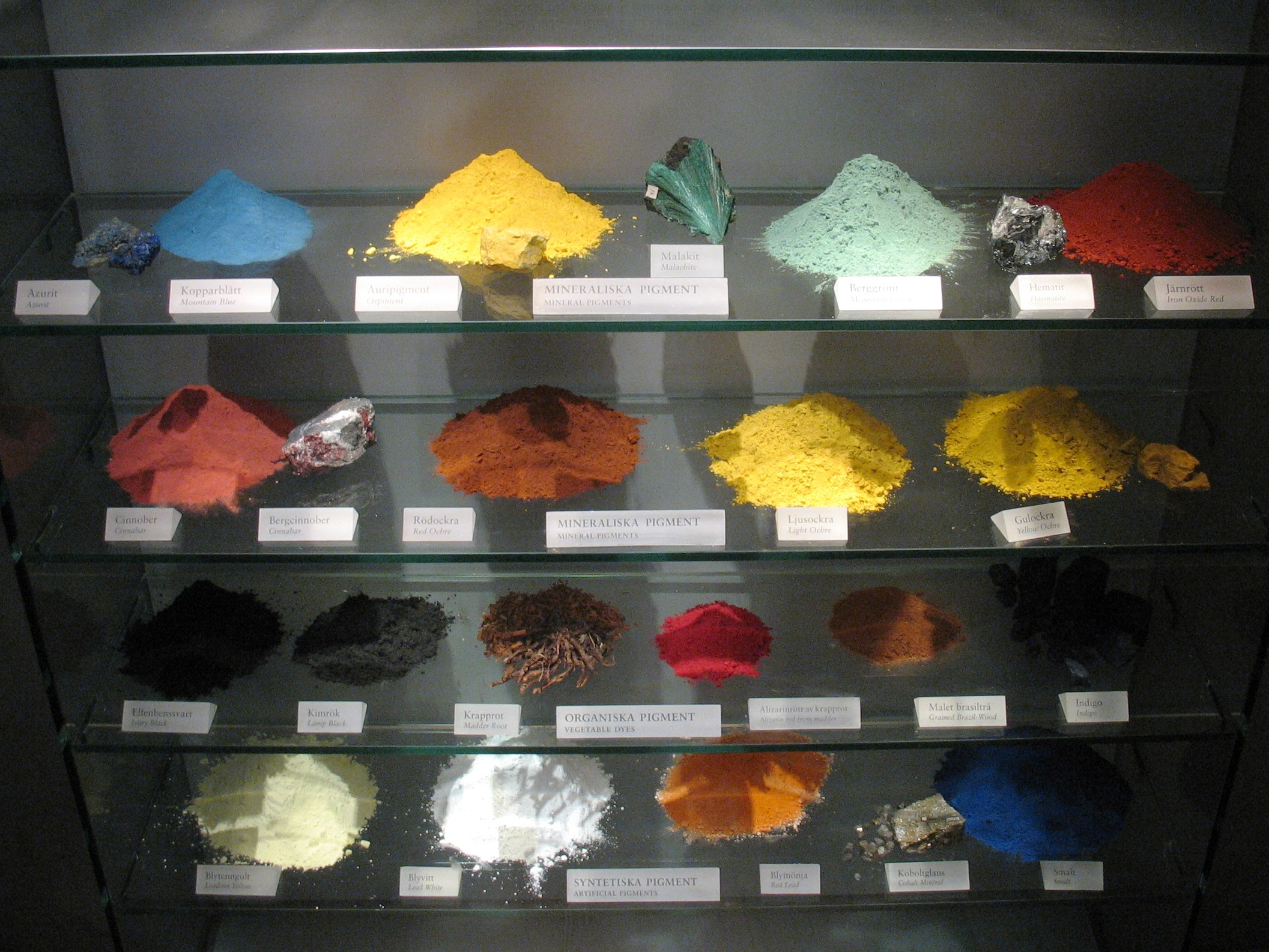
Färgpigment använda på regalskeppet Vasa. Auripigment ses på översta raden, tredje från vänster.